# 初音ミク ベスト〜memories〜
『初音ミク ベスト〜memories〜』（はつねミク ベスト メモリーズ）は、音声合成ソフト初音ミクの発売2周年を記念して2009年8月26日にソニー・ミュージックダイレクト（以下SMDR）より発売された、動画投稿サイト「ニコニコ動画」に投稿された初音ミクをボーカルに用いた楽曲を収録したベスト・アルバム。規格品番はMHCL-1567。

## 解説
初音ミク発売2周年を記念したドワンゴ・エージー・エンタテインメント（以下d-AGE）との共同企画によるもので、d-AGEより『初音ミク ベスト〜impacts〜』も同日に発売されている（こちらの販売元もSMDRであり、SMEではこちらもSMDR発売分として扱われる）。2009年7月15日付けのプレスリリースによるとニコニコ動画に投稿された両アルバム収録曲の再生回数は3800万回を越えるとされている。本アルバムのコンセプトは「初音ミク誕生から様々な楽曲が生まれ、そして生まれ続けている今において、改めて振り返ることの出来る名曲たちを集めたメモリアルなベストアルバム」とされている。
初回生産限定盤は初音ミクのキャラクターデザインを手がけたKEIの描き下ろしによるスペシャルボックス仕様、KEI描き下ろしのピクチャー・レーベルで、ジャケットイラストのポスターとアルバム参加クリエイター達の制作裏話が聞ける動画サイトへのアクセス・シリアル・ナンバーが封入されている。

## 収録曲
1. intro ～memories～ / ケフィアP feat.初音ミク
2. ハジメテノオト / malo feat.初音ミク
  - 初音ミクで作られた曲の中でも知名度の高い曲の一つで[3]、しっとりとしたピアノの音色に初音ミクの目線から語りかけるような歌詞となっており、「泣かされる」曲とも言われる[4][5]。
3. メルト / supercell feat.初音ミク
  - 詳細はsupercell (アルバム)参照。
4. ワールドイズマイン / supercell feat.初音ミク
5. ミラクルペイント / OSTER project feat.初音ミク
  - 曲に絵をつけてくれるイラストレーターへの感謝の気持ちをこめたというジャズ調のラブソング[6]。初音ミクの正確に音程が取れるという特性を最大限に活かした曲にするため曲中にスキャットが取り入れられている[6]。OSTER projectのソロアルバムアルバム『みくのかんづめ』、コンピレーショアルバム『EXIT TUNES PRESENTS Vocarhythm feat.初音ミク』や、『MOER feat.初音ミク -2nd anniversary-』にも収録されている。
6. 白の季節 / ゆうゆ feat.初音ミク
  - コンピレーショアルバム『EXIT TUNES PRESENTS STARDOM』、ゆうゆのアルバム『四季彩の星』にも収録されている。
7. サイハテ / 小林オニキス feat.初音ミク
  - 詳細は当該項目を参照。
8. あなたの歌姫 Complete ver. / azuma feat.初音ミク
  - 「あなたの歌姫」である初音ミクがユーザーにもっと歌わせてと請う歌で[7]、元々のオリジナルヴァージョンはピアノと初音ミクのみというシンプルな構成のバラードだが[5]、azumaのセルフアレンジにより、ドラムやシンセサイザーの音が加わっている。なお、オリジナルバージョンについてはNHK-BS2『ザ☆ネットスター!』第一期エンディングテーマ曲としても用いられ、コンピレーショアルバム『EXIT TUNES PRESENTS Vocarhythm feat.初音ミク』にも収録されている。
9. えれくとりっく・えんじぇぅ / ヤスオ feat.初音ミク
  - タイトルにある「えんじぇぅ」はangelがネイティブ・スピーカーの発音ではそのように聞こえるということで付けられた[7]。電子の心に芽生えた自我をテーマとしている[7]。コンピレーショアルバム『EXIT TUNES PRESENTS Vocarhythm feat.初音ミク』にも収録されている。
10. White letter / GonGoss feat.初音ミク
11. melody… / mikuru396 feat.初音ミク
12. そばかす / ぢょんP feat.初音ミク
  - JUDY AND MARYの楽曲「そばかす」のカバー。
13. celluloid / baker feat.初音ミク
  - ニコニコ動画では当初タイトルに初音ミクの名前を付けずに公開していたという曲[8]。VOCALOIDの可能性を自分なりに追求したと言う[7]。bakerのメジャーデビューアルバム『filmstock』、コンピレーショアルバム『EXIT TUNES PRESENTS Vocarhythm feat.初音ミク』にも収録されている。
14. Packaged / livetune feat.初音ミク
  - 初音ミクの名称やイラストを用いたCDで初めてのメジャーリリースとなった『Re:package』にも収録されているlivetuneの代表曲のひとつ。kzがVOCALOIDを使って初めて作った曲で、初音ミクのムーブメントの一翼を担った名曲とされる[9]。自由国民社の『現代用語の基礎知識2009』には同曲のサビの歌詞の一部「わたしの歌声 届いているかな」が一項目として掲載された[10]。コンピレーショアルバム『EXIT TUNES PRESENTS Vocarhythm feat.初音ミク』にも収録されている。
15. from Y to Y / OneRoom feat.初音ミク
  - OneRoomのソロアルバム『Toy Box』、コンピレーションアルバム『EXIT TUNES PRESENTS Vocalostar feat.初音ミク』、『MOER feat.初音ミク -2nd anniversary-』にも収録されている。
16. 歌に形はないけれど / doriko feat.初音ミク
  - 自分がなぜ曲を作ってきたのかをストレートに書いたというバラード曲[11]。dorikoのシングル『歌に形はないけれど』、アルバム『unformed』、コンピレーション・アルバム『MOER feat.初音ミク -2nd anniversary-』にも収録されている。
17. outro ～タイムリミット -Endless-～ / North-T feat.初音ミク
  - DTMマガジン2007年11月号付属[12]の初音ミク体験版をテーマにして作成された曲。1番までで利用期限が切れ、2番が期限の切れた後、最後にユーザーが製品版を購入するという流れになっている[7]が、このアルバムでは内容が全く違う。なお、フルコーラス版は、コンピレーションアルバム『EXIT TUNES PRESENTS Vocarhythm feat.初音ミク』に収録されている。